# نئوپنتان
نئوپنتان (به انگلیسی: Neopentane) یک ترکیب شیمیایی با شناسه پاب‌کم ۱۰۰۴۱ است. شکل ظاهری این ترکیب، گاز بی‌رنگ است.
|         |           |          |
| n-پنتان | ایزوپنتان | نئوپنتان |